# Emilia Skaura
Aemilia Scaura (ur. ok. 100 p.n.e.  – zm. 82 p.n.e.) – córka patrycjuszowskiego polityka rzymskiego Marka Emiliusza Skaura i jego drugiej żony Cecylii Metelli Dalmatyki.
W chwili jej urodzin Skaur miał około 60 lat, był jednym z najbardziej wpływowych polityków Rzymu, zajmował stanowisko przywódcy senatu, czyli był princeps senatus. Po śmierci Emiliusza Skaura jej matka poślubiła Lucjusza Korneliusza Sullę, przyszłego dyktatora, który odpowiadał odtąd za wychowanie i majątek pasierbicy. Sulla użył swojej pasierbicy jako  środka wzmacniania politycznych sojuszy. W 82 p.n.e. Emilia była zamężna z Manliuszem Acyliuszem Glabrionem (Manius Acilius Glabrio). Jej mąż krytykował postępowanie Sulli. Mimo że była w zaawansowanej ciąży, Sulla zmusił ją do przeprowadzenia rozwodu z Glabrionem i poślubienia Gnejusza Pompejusza Wielkiego, który też musiał się w tym celu rozwieść z Antistią. Małżeństwo to miało związać Pompejusza, którego rodzina niedawno osiągnęła status senatorski, ze starą, arystokratyczną rodziną Emiliuszów, a przez to podnieść znaczenie tego rosnącego we wpływy polityka i powiązać go ze stronnictwem Sulii. Wkrótce po ślubie Emilia zmarła w połogu.